# Ryan Evans
Pour les articles homonymes, voir Evans.
Ryan Evans est un personnage fictif de la trilogie de films musicaux américaine High School Musical. Il est le frère de Sharpay Evans. Il est d'ailleurs également présent dans le spin-off de la saga qui est consacré à sa sœur, La Fabulous Aventure de Sharpay. Ryan est interprété par Lucas Grabeel.
Tout comme sa sœur, Ryan est très passionné de musique et participe avec elle à toutes les comédies musicales scolaires. Il sait également jouer au baseball et apparait portant différents styles de chapeaux.

## Biographie fictive

### High School Musical: Premiers Pas sur scène
Ryan Evans apparaît dans le premier volet essentiellement comme un simple jouet de sa sœur. Bien que plus sympathique et moins égocentrique qu'elle, notamment à l'égard de Troy Bolton et de Gabriella Montez, il la suit dans tout ce qu'elle fait.
Ainsi, il interprète avec Sharpay les duos de la comédie musicale (What I've Been Looking For au premier tour d'audition et Bop to the Top au second), comme depuis dix-sept productions scolaires auxquelles ils ont participé ensemble.
Ryan aide également sa sœur à faire décaler l'audition afin que Troy et Gabriella soient pris dans leurs activités respectives au même moment et ne puissent pas participer, ce qui tombera à l'eau car les deux héros vont tout de même réussi à auditionner et vont être sélectionnés dans les rôles principaux de la comédie musicale du lycée.

### High School Musical 2
Dans ce second volet, Ryan Evans a l'intention de profiter tout l'été du Country Club Lava Springs appartenant à ses parents et de participer avec Sharpay au concours des Jeunes Talents, organisé comme chaque année par le club.
Il se détache un peu de sa sœur, sort de son ombre, lorsque celle-ci lui annonce qu'elle ne fera pas le concours avec lui, ils devaient interpréter ensemble la chanson Humuhumunukunukuapua'a, mais qu'elle chantera en duo avec Troy You Are the Music in Me, composée par Kelsie Neilsen, à l'origine pour Troy et Gabriella.
Ainsi, il décide d'aider Gabriella et ses amis, notamment les Wildcast, qui se sentent abandonnés par Troy, pour organiser avec eux une représentation qu'ils pourront faire le soir du spectacle. Cela entraine une rupture dans sa relation familiale avec Sharpay, qui lui avait donné comme mission de surveiller les Wildcast.
À la fin, il s'arrange pour que Troy finisse par monter sur scène avec Gabriella en chantant Everyday. Finalement, remporte grâce à sa sœur, le trophée des Jeunes Talents pour son travail.

### High School Musical 3: Nos années lycée
Dans le troisième film, Ryan est beaucoup plus indépendant vis-à-vis de sa sœur et beaucoup moins contrôlé par celle-ci. Il est candidat pour obtenir une bourse d'études à l'école d'arts Julliard de New York. Sharpay, Kelsi et Troy (inscrit par Mme Darbus), sont également candidats pour obtenir cette bourse. Les représentants de l'école seront présents à la comédie musicale de fin d'année du lycée East High pour déterminer le candidat reçu parmi ceux-ci.
Pour ce spectacle, qui doit retracer les années lycée des élèves, il est le chorégraphe, tandis que Kelsi est la compositrice. Ils développent une vraie complicité à la suite de cette collaboration, et Ryan invitera d'ailleurs au bal de promo de fin d'année cette dernière. Il chante par ailleurs avec sa sœur la chanson I Want It All.
À la fin du film, il est reçu à Julliard, tout comme Kelsi Neilsen.

### La Fabulous Aventure de Sharpay
Dans ce spin-off indépendant consacré à sa sœur, Ryan Evans rend visite à sa sœur jumelle Sharpay alors qu'il est en pause dans sa tournée musicale qu'il donne à travers tout le pays.
Il vient à Broadway pour la féliciter d'être devenue une star.

## Chansons interprétées

### High School Musical: Premiers Pas sur scène
- What I've Been Looking For
- Stick to the Status Quo
- Bop to the Top
- We’re All in This Together

### High School Musical 2
- What Time Is It?
- Fabulous
- Humuhumunukunukuapua'a
- I Don't Dance
- All for One

### High School Musical 3: Nos années lycée
- I Want It All
- A Night To Remember (en)
- Just Wanna Be with You
- Senior Year Spring Musical Medley
- We're All in This Together (Graduation Mix)
- High School Musical